# Žitnić
Žitnić je naselje u sastavu Grada Drniša, u Šibensko-kninskoj županiji. Nalazi se oko 5 kilometara južno od Drniša, u podnožju Moseća.

## Povijest
Žitnić se prvi put spominje 1298. kao samostalna župa.
Početkom Domovinskog rata naselje okupirao je velikosrpski agresor. Oslobođeno je u kolovozu 1995. operacijom Oluja.

## Stanovništvo
Prema popisu iz 2011. naselje je imalo 150 stanovnika.
| broj stanovnika | 521   | 649   | 645   | 680   | 809   | 857   | 680   | 951   | 915   | 949   | 869   | 807   | 665   | 510   | 195   | 150   | 114   |
|                 | 1857. | 1869. | 1880. | 1890. | 1900. | 1910. | 1921. | 1931. | 1948. | 1953. | 1961. | 1971. | 1981. | 1991. | 2001. | 2011. | 2021. |

## Znamenitosti
U naselju se nalaze crkva svetog Jure iz 1298. i pravoslavna crkva svetog Ivana Krstitelja iz 1982.

## Vanjske poveznice
|  | Zajednički poslužitelj ima još gradiva o temi Žitnić |

|  | Portal Hrvatske – Pristup člancima s tematikom o Hrvatskoj. |